# 오리온자리 세타1 C
오리온자리 세타1 C는 오리온 성운 사다리꼴 성단의 구성원 중 하나이다. C는 성단 중심부의 밝은 네 별 중 질량이 가장 크다. C는 밤하늘에 맨눈으로 볼 수 있는 별들 중 표면 온도가 가장 뜨거우며, 절대 등급이 높은 별들 중 하나이기도 하다.(세타1 C의 절대 등급은 -3.2 정도이다) 매우 밝음에도 지구에서 1,500 광년이나 떨어져 있기 때문에 겉보기 등급은 맨눈으로 희미하게 보이는 수준인 5.1이다.
세타1 C에서 나오는 자외선은 오리온 성운을 천천히 이온화시키고 있다.(광증발효과를 통해 이온화가 이루어지는 것으로 보인다) 이 자외선 빛은 오리온 성운을 밝히는 주 원인이 되기도 한다. 오리온자리 세타1 C는 매우 강력한 항성풍을 뿜으며 이는 태양의 항성풍에 비해 백만 배는 더 강력하다. 기체의 속도는 초당 1,000 킬로미터나 된다.
이 별을 적외선 영역으로 관측한 결과 실제 세타1 C는 근접쌍성이었다. C는 가시광선 영역에서 변광성의 성질을 보여주고 있으며, 동시에 변광엑스선원이기도 하다.
C는 수백만 년 후 초신성 폭발로 생명을 마칠 것으로 보인다.

## 참고 문헌
- Walborn, N. R., 1981, "Systematic variations in the spectrum of Theta-1 Orionis C", Astrophysical Journal, vol. 243, p. L37-L39.
- Gagne, Marc et al, 1997, "Periodic X-Ray Emission from the O7 V Star theta 1 Orionis C", Astrophysical Journal Letters, v.478, p. L87.